# Pune
Pour les articles homonymes, voir Pune (homonymie).
Pune (marathi : पुणे), aussi appelé Poona (son nom officiel jusqu'en 1978) et anciennement nommée Punevadi (son nom avant la colonisation britannique), est la deuxième ville de l'État indien du Maharashtra après Bombay, à 120 km au sud-est de laquelle elle se situe, et la huitième ville d'Inde. Ses 3,75 millions d'habitants, les Punekaris, parlent dans leur grande majorité le marâthî.
Ancienne capitale de l'Empire marathe, elle est considérée comme la capitale culturelle de l'État et elle possède une université, des facultés et centres d'enseignement renommés lui valant le surnom d'« Oxford of the East ».

## Géographie

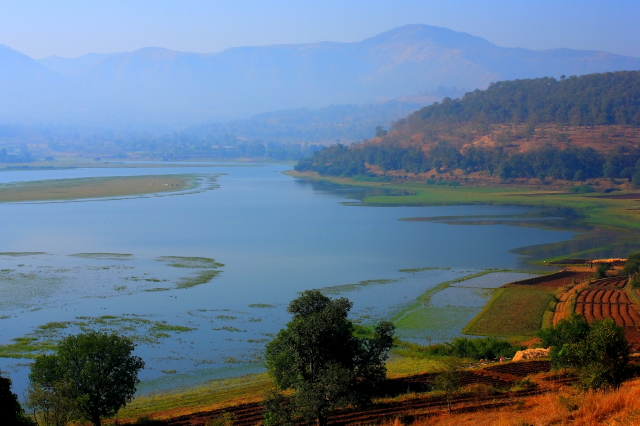
Confluent des rivières Mula et Mutha.

Pune se trouve à 120 km au sud-est de Bombay, à la confluence des rivières Mula et Mutha, sur le bord du plateau du Deccan dans la chaine des Ghats occidentaux, à 554 mètres d'altitude en moyenne. Le lac de retenue de Khadakwasla (en) au sud-ouest de la ville permet l'approvisionnement en eau.
Températures
été : 20 à 38 °C ; 

hiver : 4 à 30 °C.

## Histoire
Les Peshwa, les premiers ministres de l'Empire marathe, firent de la ville la capitale de cet empire à partir de 1750. Son importance stratégique est soulignée par la présence de nombreux forts construits sur les collines alentour.
Les Britanniques prirent le contrôle de la ville en 1818 à l'issue de la bataille de Khadki (Kirkee). Ils lui donnèrent le nom de Poona et en firent le plus important cantonnement d'Inde du sud, attirant ainsi des marchands, des Parsis et des Juifs de Bombay, et une ville de villégiature : en 1820, Pune, au climat plus frais et moins humide que Bombay, abrite les quartiers d'été de la présidence de Bombay, l'une des trois entités de l'Inde britannique. Aujourd'hui la ville abrite le quartier-général du Commandement sud de l'armée indienne.
Dans les années 1970, le bhagwan Rajneesh (1931-1990), plus connu sous le nom d'Osho, un guru iconoclaste et controversé, fonda l'Osho Commune International qui attira des milliers de hippies venus du monde entier. Dans son ashram, étaient mis en avant la liberté sexuelle, la fête perpétuelle et le plaisir matériel. Osho, après avoir tenté de créer dans l'état américain de l'Oregon une « cité idéale », nommée Rajneeshpuram, revint à Pune où il mourut en 1990.

## Économie
Pune est un important centre industriel, notamment pour la construction automobile. Elle abrite un des plus grands constructeurs de deux-roues, Bajaj Auto. L'Indien Tata Motors et les Allemands Daimler AG et MAN y ont des chaînes d'assemblage.
Comme dans beaucoup de grandes villes indiennes, l'implantation d'entreprises informatiques connaît un fort développement. L'Infotech Park de Pune se trouve à 20 km de la ville, à Hinjewadi (en). On y retrouve toutes les grandes entreprises technologiques indiennes, telles que Tata Technologies, Wipro Technologies, Infosys, Cognizant, ainsi que des universités dispensant des formations centrées sur les technologies de l'information et de la communication. Pune est connue comme étant la petite Silicon Valley indienne, derrière Bangalore.
Pune est également le siège du National Chemical Laboratory (un des plus importants laboratoires de recherche en chimie d'Inde), et l'un des principaux centres stratégiques indiens des télécommunications.
Depuis la mise en service de l'autoroute Bombay–Pune, la ville se trouve à moins de trois heures de Bombay.
La ville compte également l'un des plus grands établissements de production de vaccin.

## Éducation
Pune est surnommée l'Oxford of the East (en). Elle abrite entre autres : 
- l'Université de Savitribai Phule Pune, une des principales universités indiennes et qui compte plus de 500 000 étudiants[5].
- le Film and Television Institute of India, qui est la principale école de cinéma indienne.

## Sport
La ville a compté deux clubs de football professionnel :
- Le Pune FC, créé en août 2007 et qui a cessé son activité en 2015. L'équipe a joué en I-League (la première division indienne) entre la saison 2009-2010 et le début de la saison 2015-2016.
- Le FC Pune City, créé le 13 avril 2014 et dissous en 2019, est une des franchises de l'Indian Super League, une ligue professionnelle concurrente de la I-League. L'international français et champion du monde 1998, David Trezeguet a notamment joué 9 matchs pour le FC Pune City en 2014[6].

Les deux clubs se partageaient le Shree Shiv Chhatrapati Sports Complex (11 900 places).

## Jumelage
- San José (Californie) (États-Unis)
- Fairbanks (Alaska) (États-Unis)
- Brême (Allemagne)
- Tromsø (Norvège)
- Nagoya (Japon)
- Le Cap (Afrique du Sud)

## Patrimoine

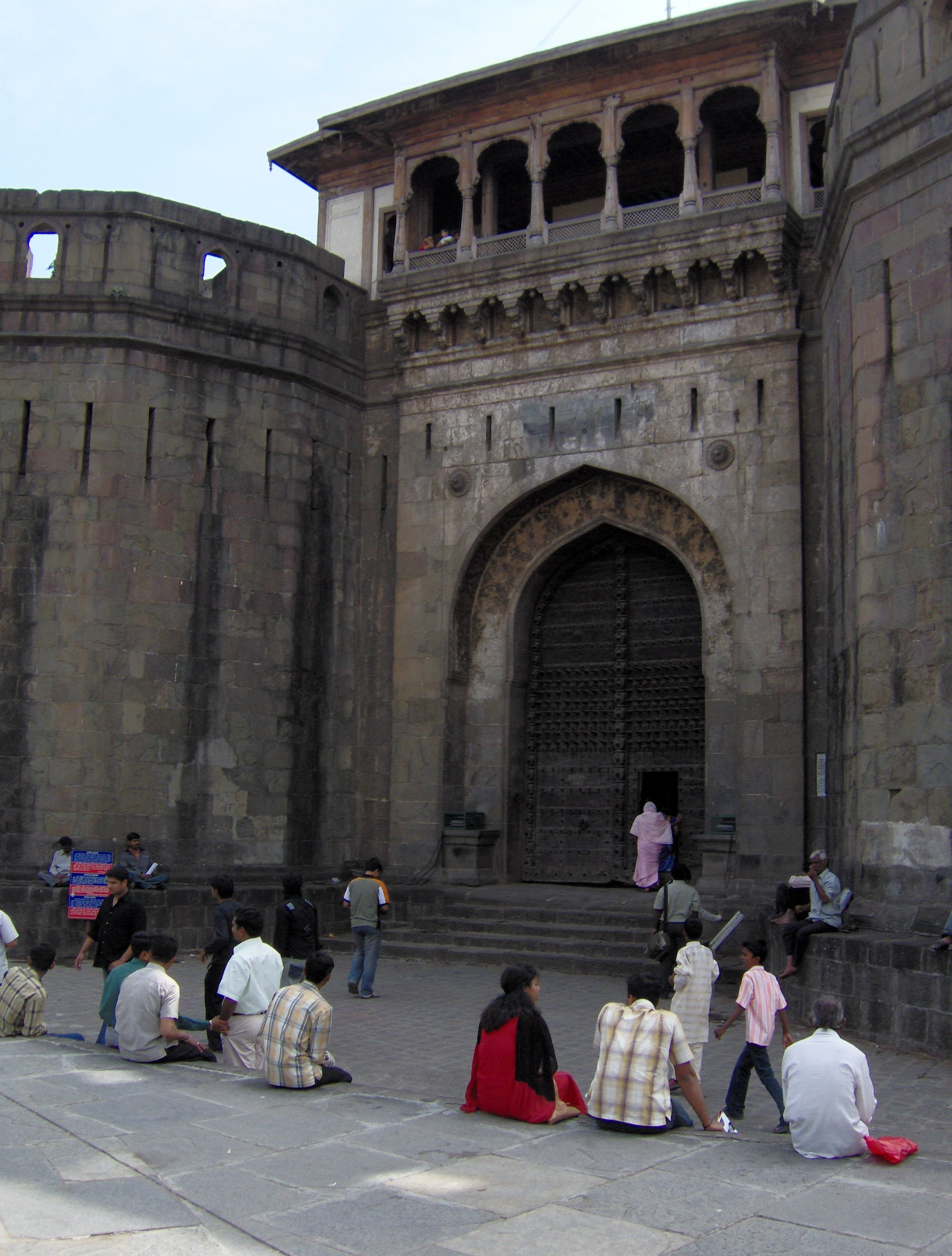
Porte de Delhi.

- Le Shaniwar Wada, forteresse au centre de Pune.
- Le palais de l'Aga Khan (en), où fut détenu Gandhi (le rez-de chaussée du palais est occupé par une exposition qui lui est consacrée) ; un monument dans le jardin abrite une partie de ses cendres.
- Le temple de Pataleshvara (en).
- Les temples de Parvati Hill.
- Le temple Dagadusheth Halwai Ganapati (en) dédié au dieu Ganesh.
- La synagogue Ohel David (1867)[2].
- Les maisons coloniales britanniques (par Viddhant Bhavan, l'ancienne salle du Conseil) aujourd'hui pour la plupart propriété de l'armée indienne[2].
- Le Mahatma Phule Market (1886)[2].
- L'Hôpital Sassoon (en), un hôpital de style gothique financé par Sir Jacob Sassoon (1867)[2].
- La galerie d'art de Balgandharva Rangamandir.
- Le Raja Dinkar Kelkar Museum (en) qui expose la collection d'objets d'artisanat de divers endroits de l'Inde rassemblés par le poète Kelkar (1896-1990)[2].
- L'Osho International Meditation Resort.

## Personnalités liées
- Sulochana Gadgil (née en 1944 à Pune), climatologue et météorologue indienne.
- Rohini Godbole (née en 1952 à Pune), physicienne Indienne.
- Krushnaa Patil (née le 30 octobre 1989), alpiniste indienne.
- Kamal Ranadive (1917-2001), née à Pune, chercheuse biomédicale indienne.
- Ruchi Sanghvi (née en 1982 à Pune), ingénieure informaticienne et femme d'affaires indo-américaine.

## Galerie photos

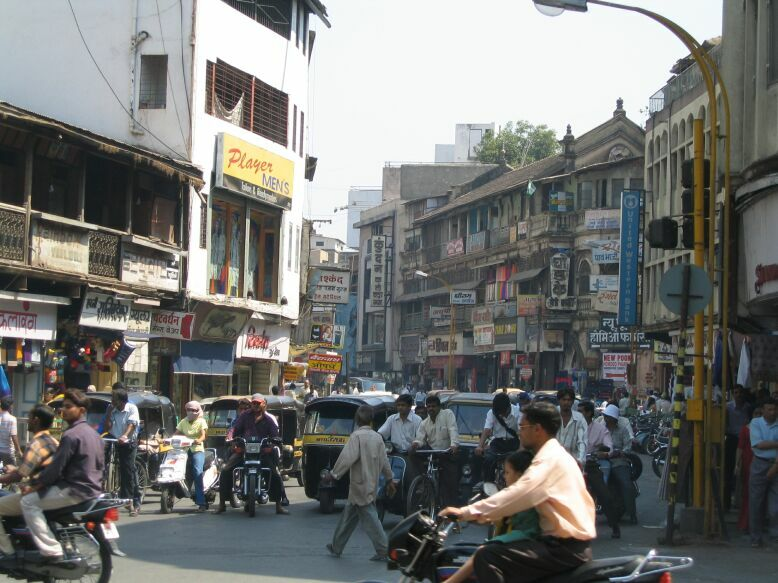
Une rue de Pune.
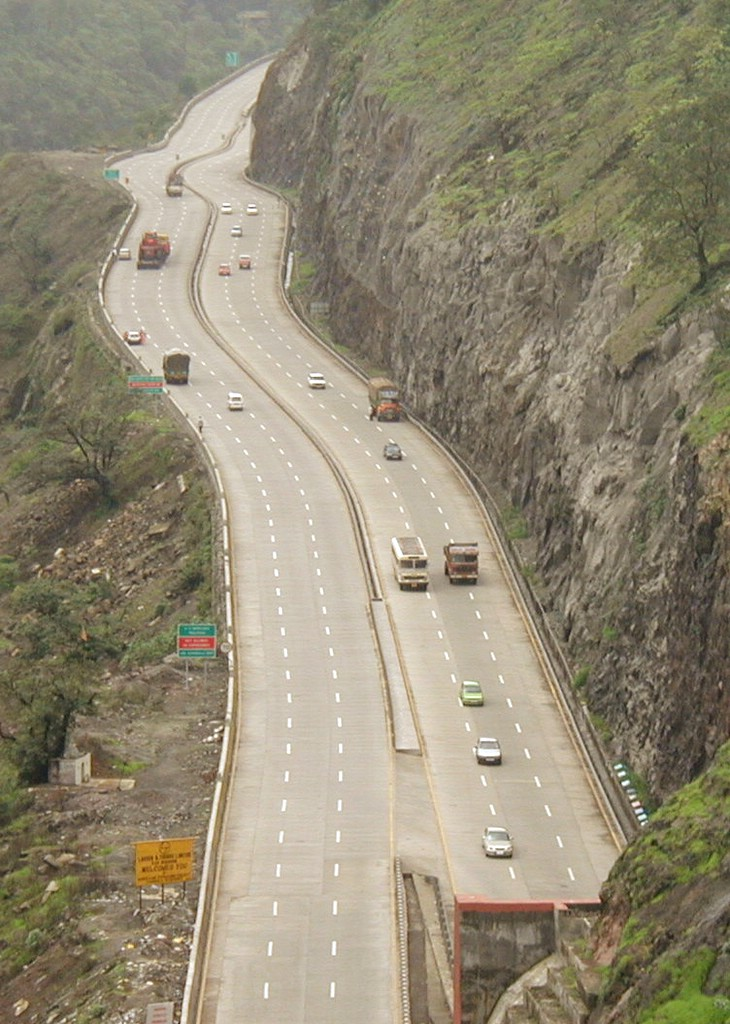
L'autoroute entre Pune et Bombay.
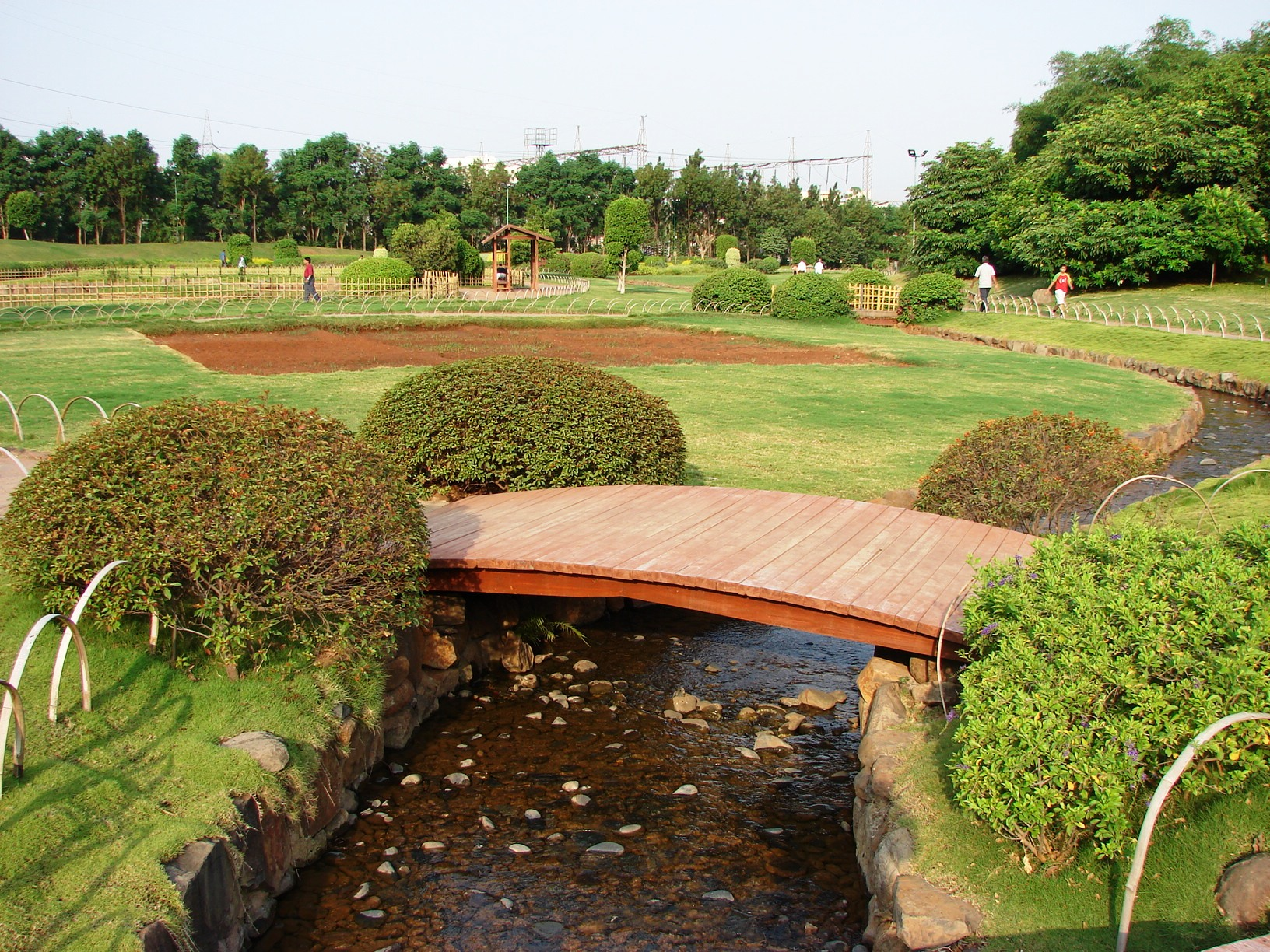
Le Pu. La. Deshpande Garden, jardin japonisant.
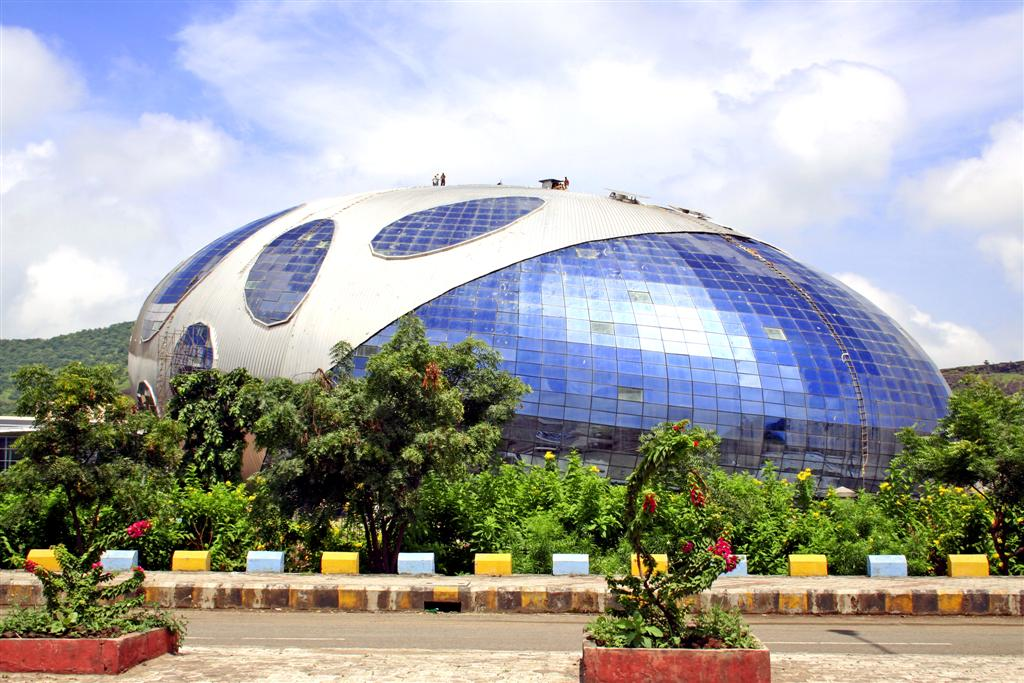
Le siège d'Infosys.
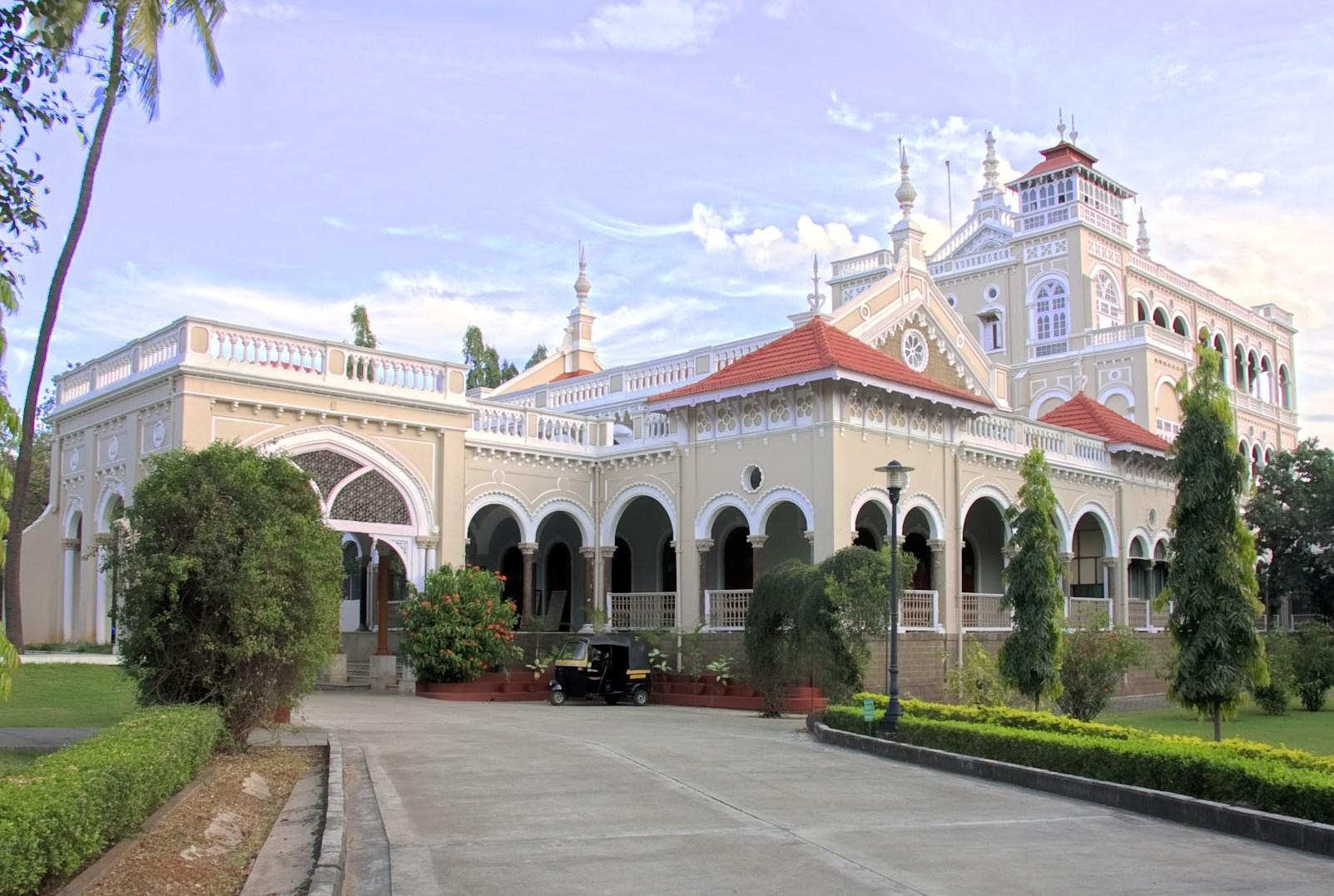
Palais de l'Aga Khan à Pune.
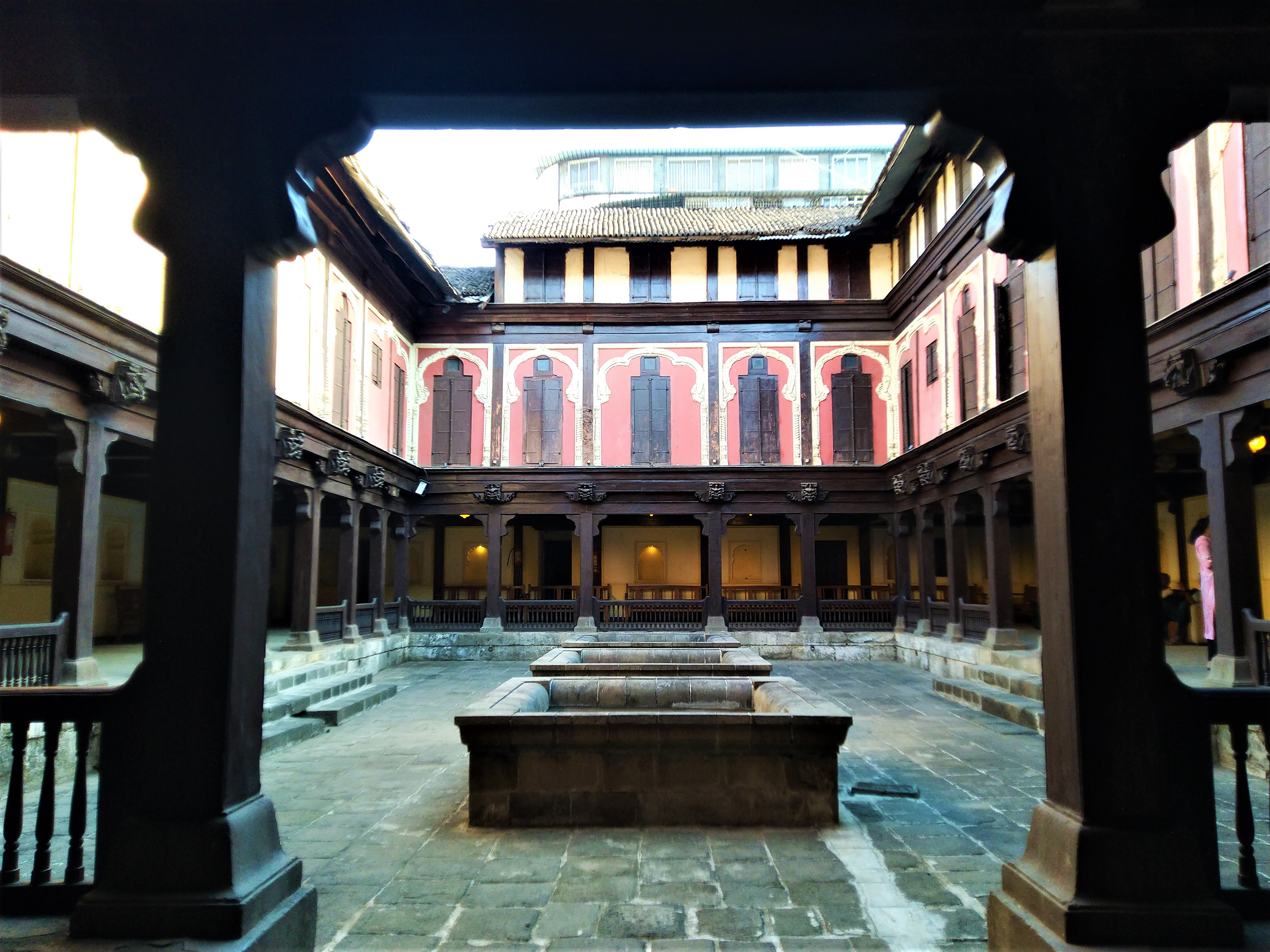
Patio au Vishrambaug Wada, ancienne résidence des Peshwâs.
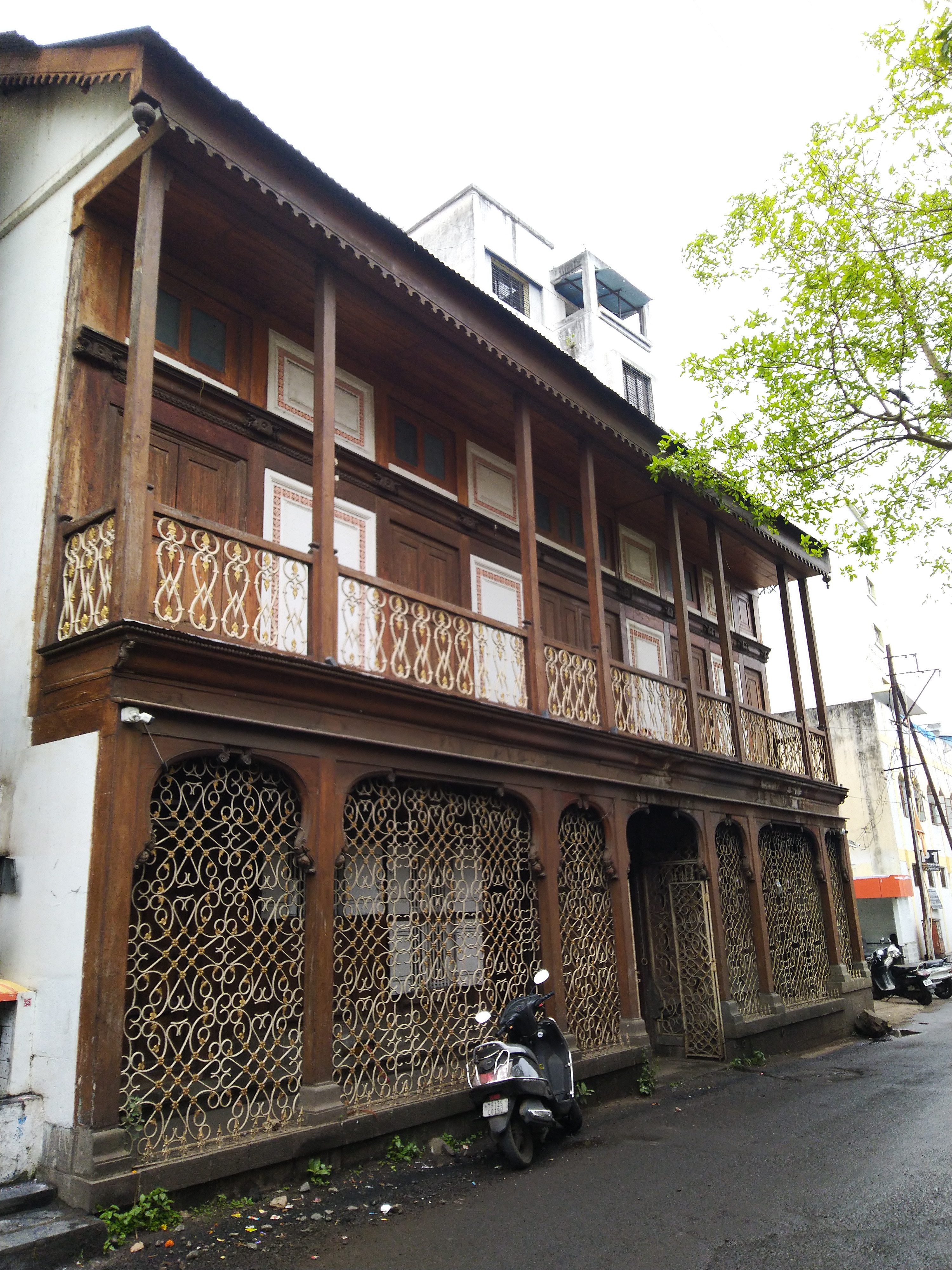
Le Naik Wada.
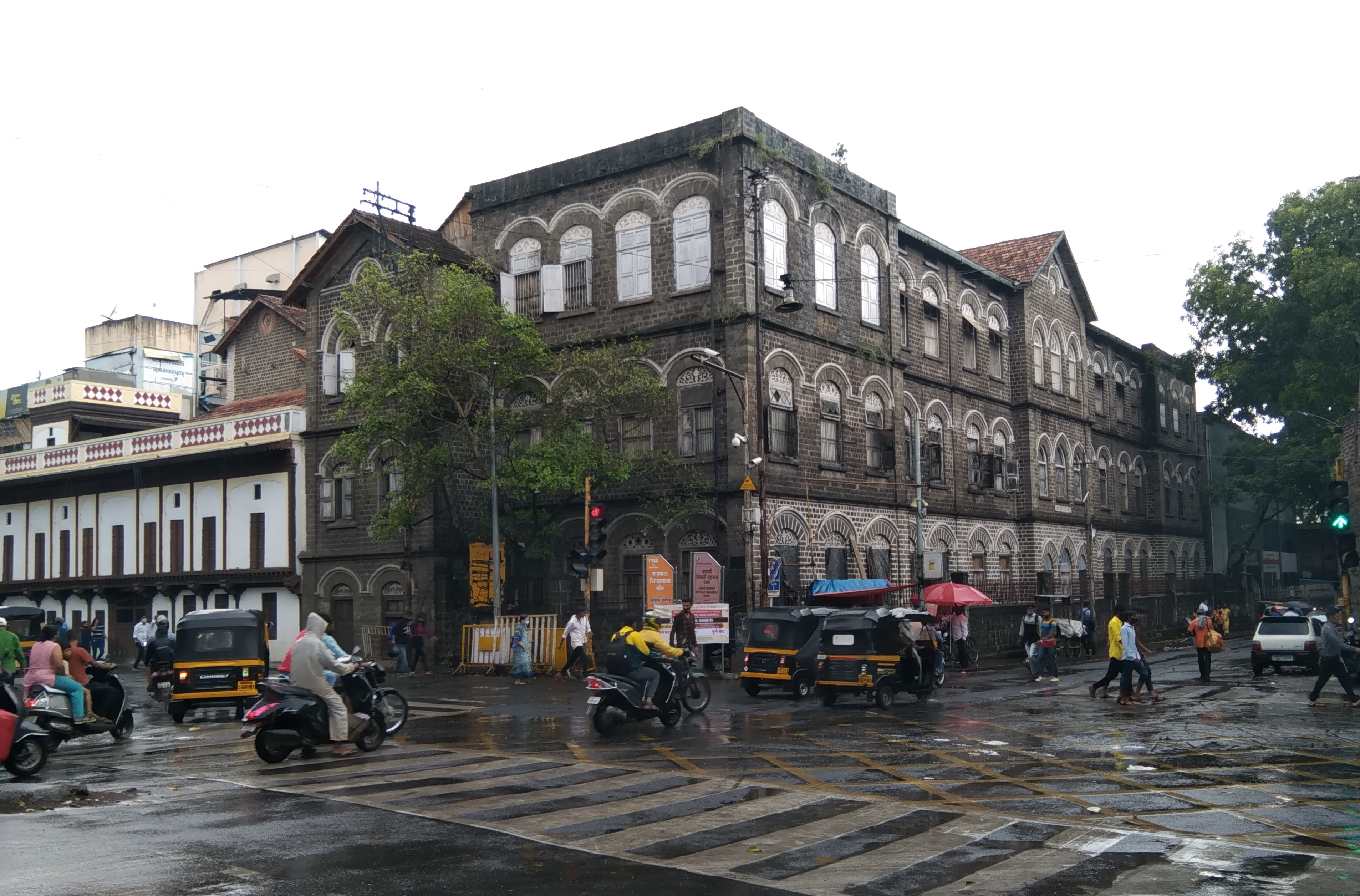
Le Nana Wada, résidence d'un illustre ministre sous l'empire marathe.
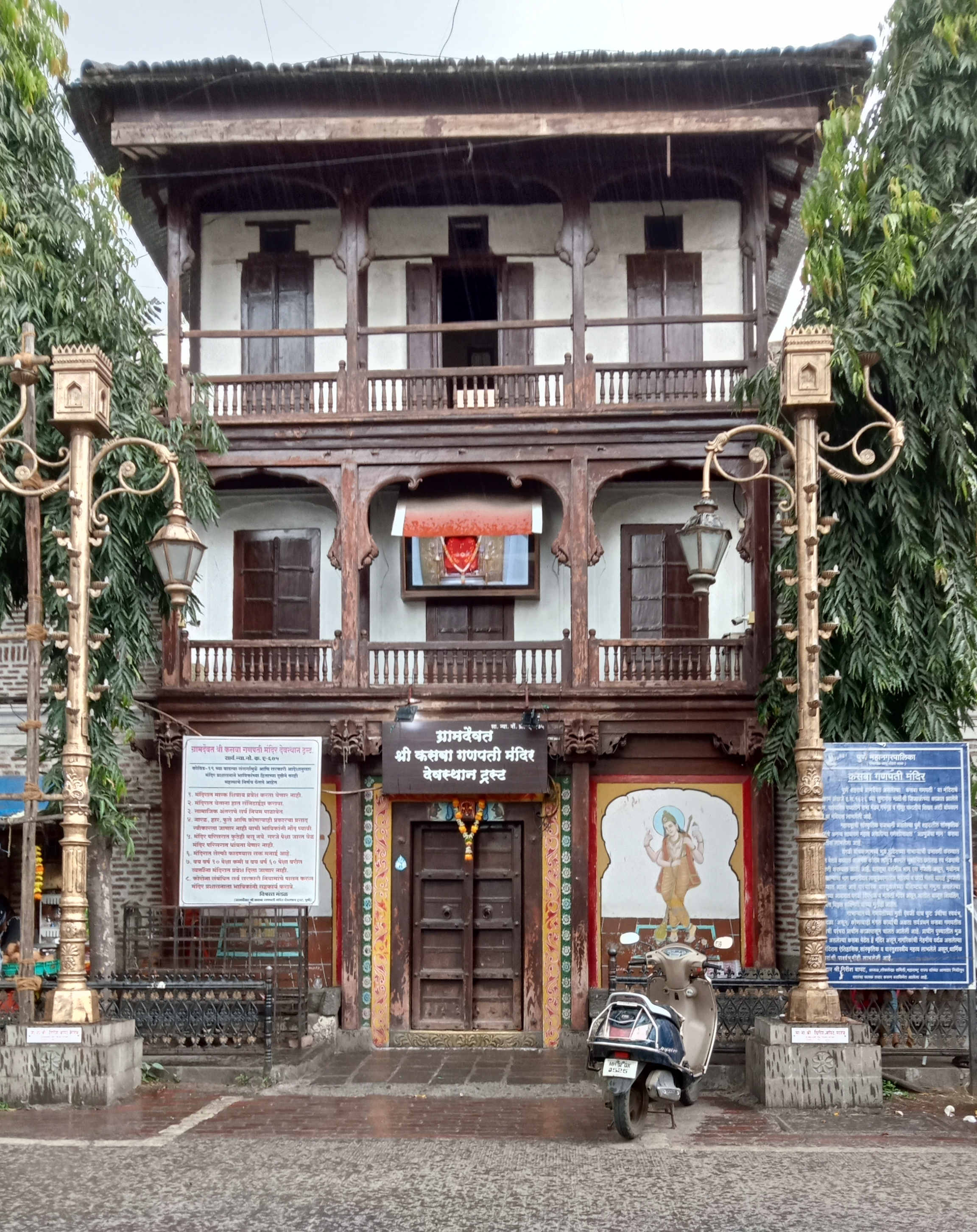
Temple de Kasba Ganapati.
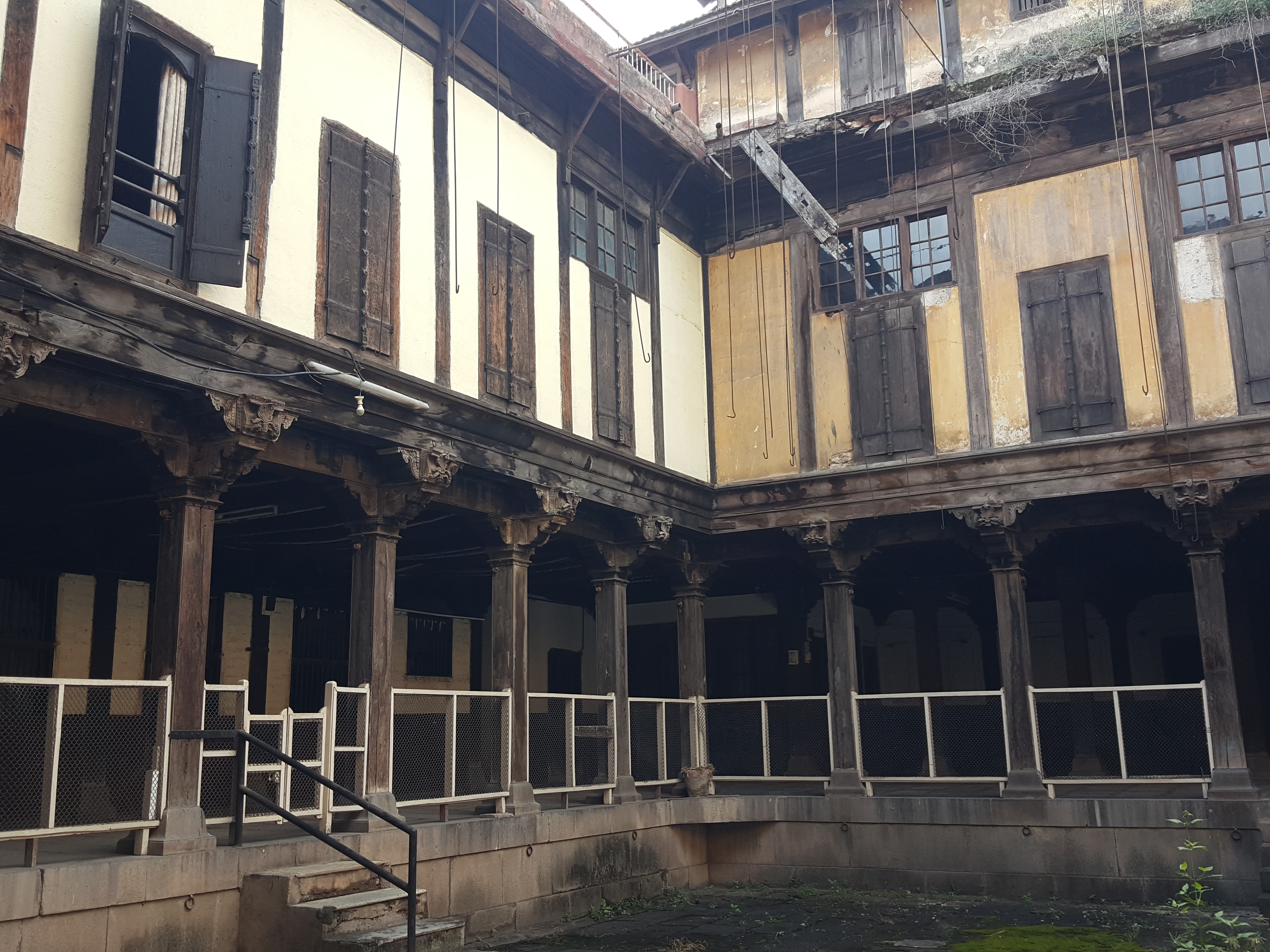
Le Raste Wada, grande demeure bâtie sous le règne du Peshwâ Madhava Rao.
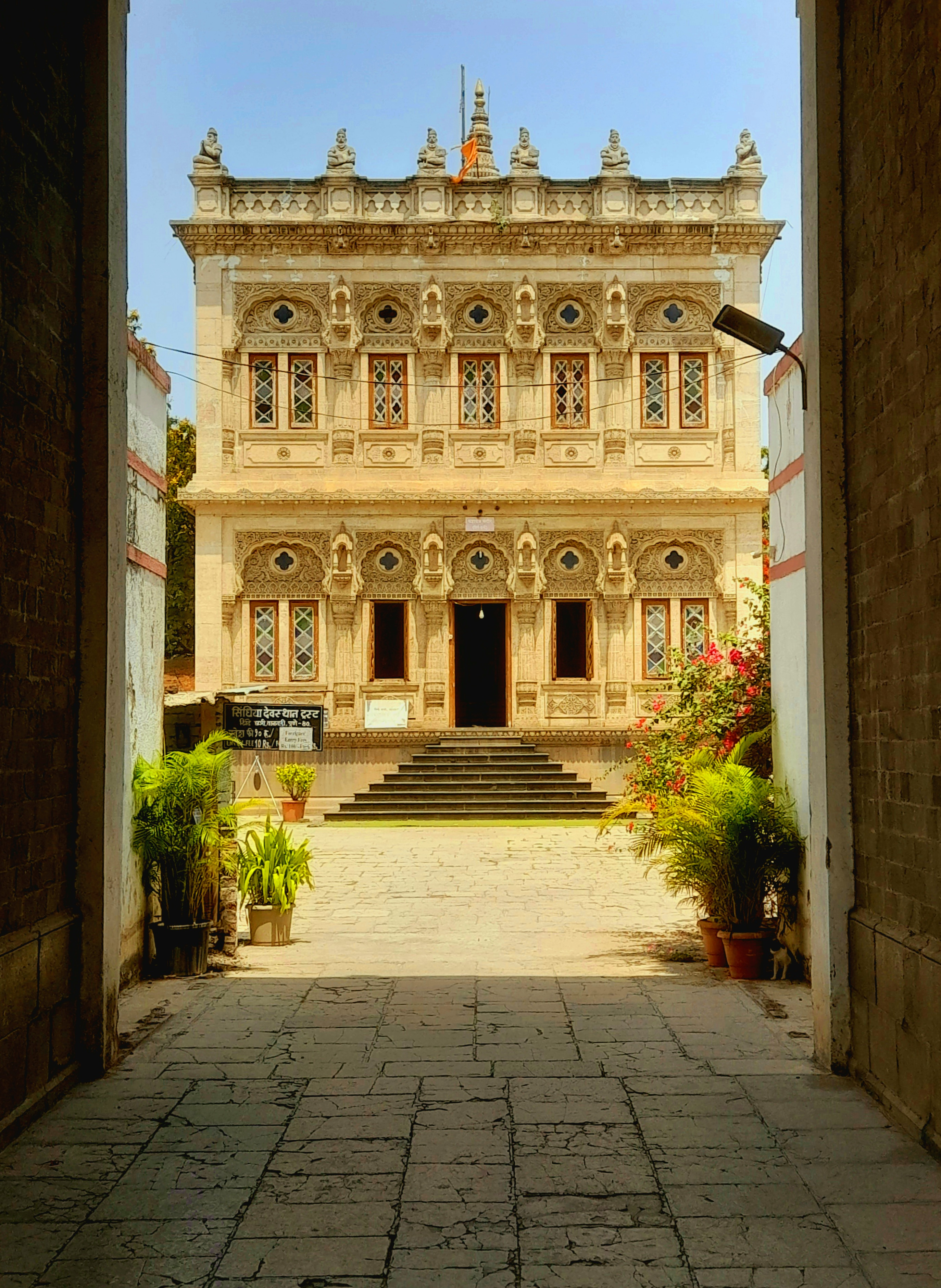
Le Shinde Chhatri.
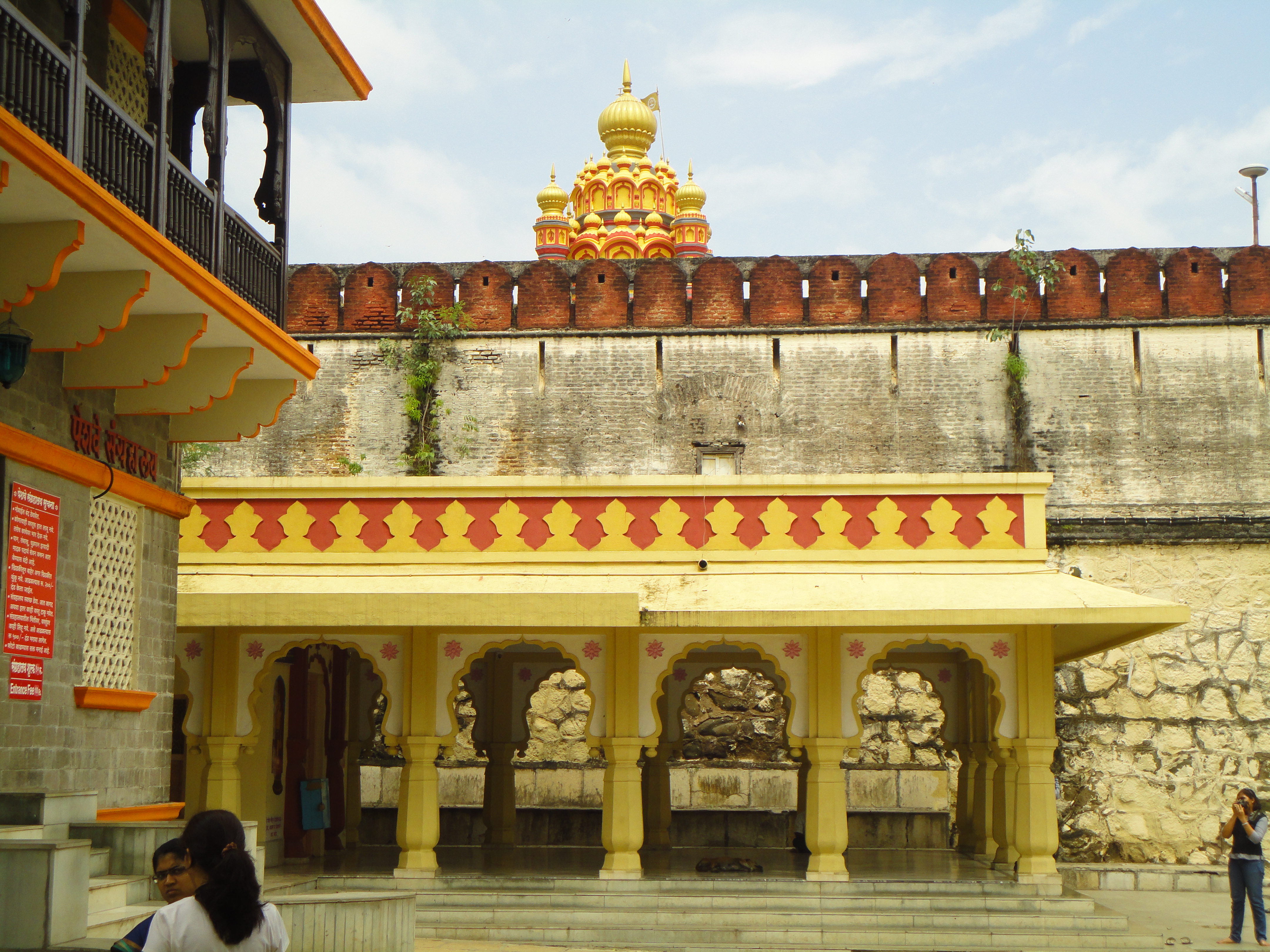
Complexe du temple de Parvati Hill, sur les hauteurs de la ville.
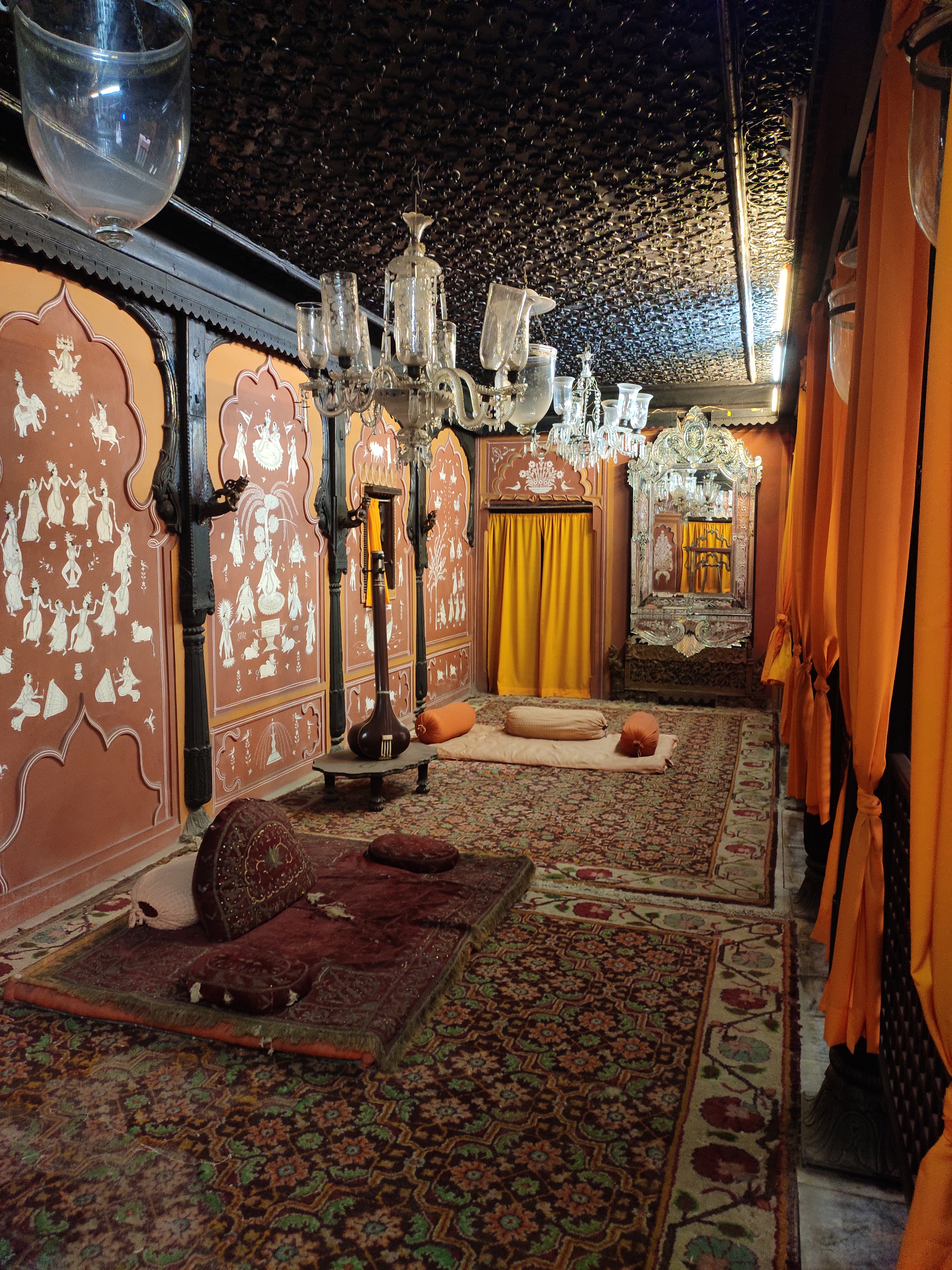
Le Mastani Mahal, Musée Kelkar.
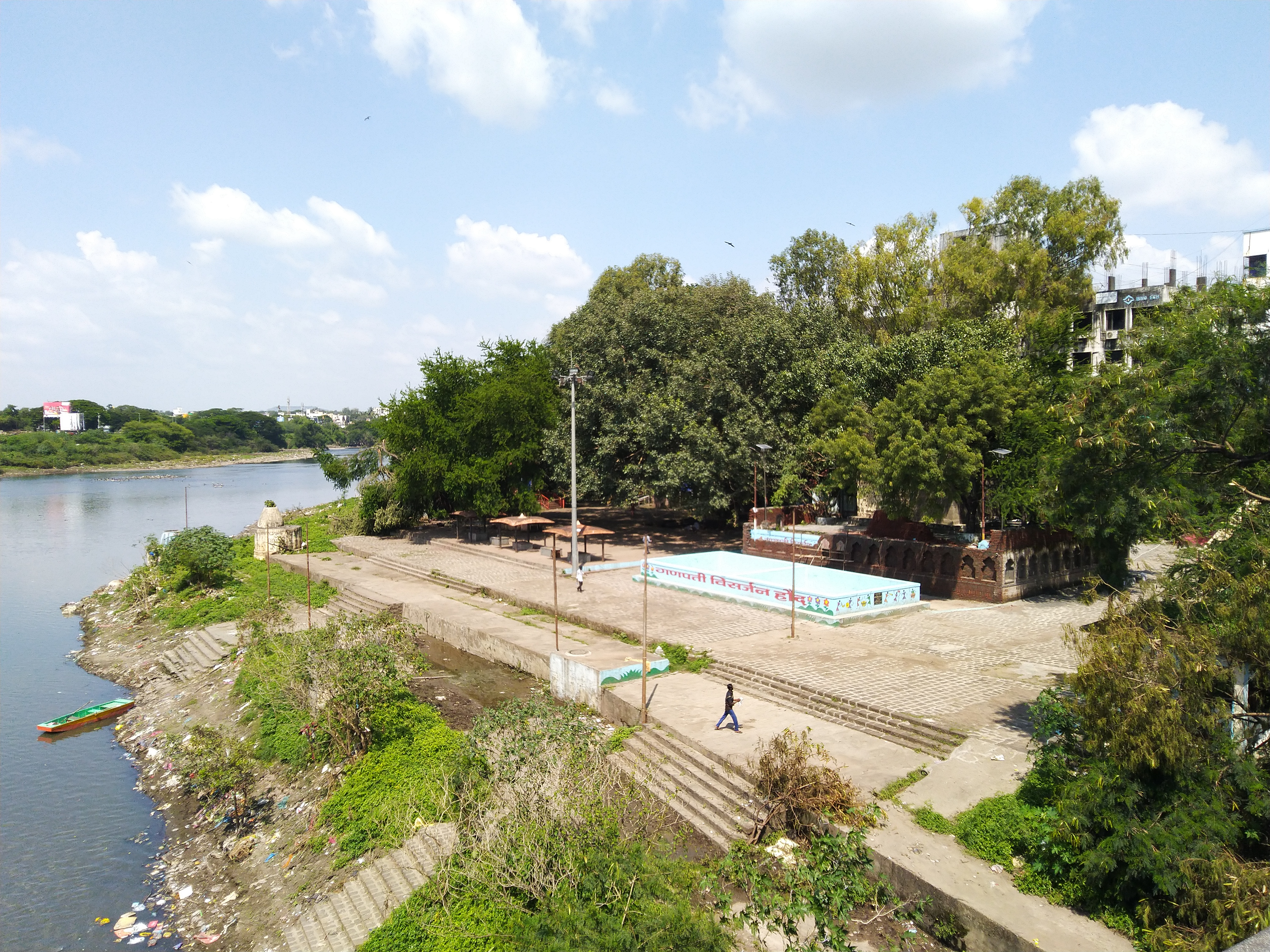
Le Holkar Ghat, à la confluence des rivières Mula et Mutha.
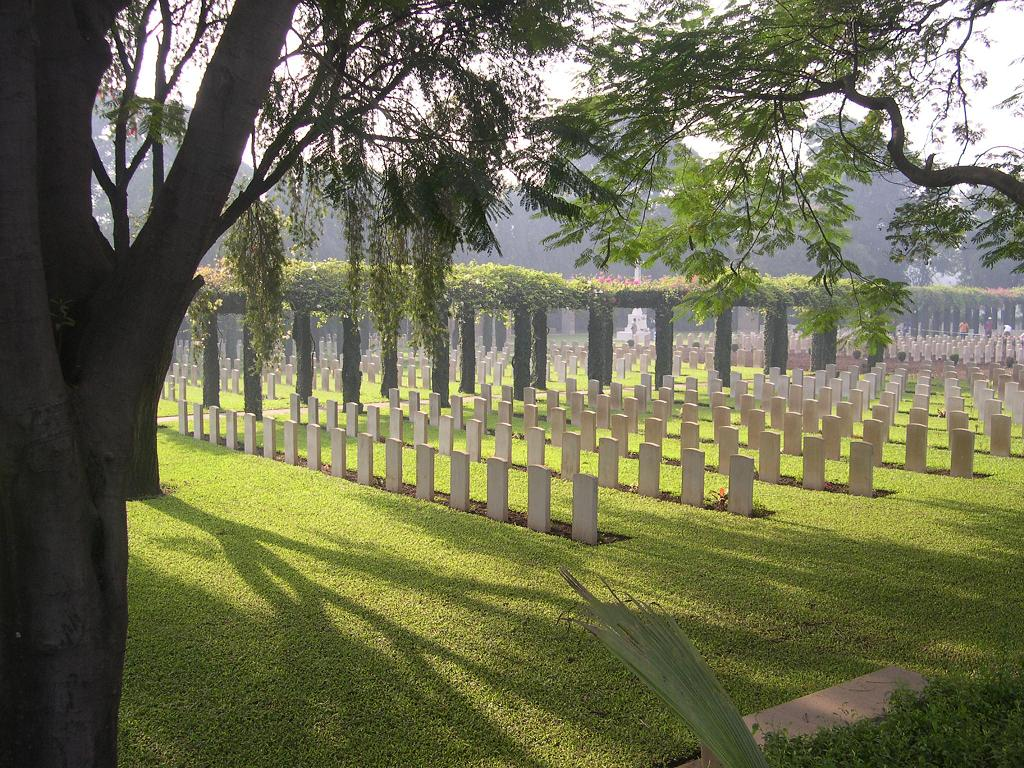
Le Kirkee War Cemetery, en l'honneur des soldats morts durant la Seconde Guerre mondiale.